# Souris (Dakota du Nord)
Pour les articles homonymes, voir Souris (homonymie).
La ville de Souris est située dans le comté de Bottineau, dans l’État du Dakota du Nord, aux États-Unis. Sa population s’élevait à 58 habitants lors du recensement de 2010, estimée à 59 habitants en 2016.

## Histoire
Souris a été fondée en 1901.

## Toponymie
La ville de Souris tient son nom de la rivière Souris, qui la traverse.

## Démographie
| Groupe            | Souris | Dakota du Nord | États-Unis |
| ----------------- | ------ | -------------- | ---------- |
| Blancs            | 95,6   | 90,0           | 72,4       |
| Amérindiens       | 1,7    | 5,4            | 0,9        |
| Métis             | 1,7    | 1,8            | 2,9        |
| Autres            | 0      | 2,8            | 23,8       |
| Total             | 100    | 100            | 100        |
|                   |        |                |            |
| Latino-Américains | 0      | 2,0            | 16,7       |

Selon l'American Community Survey, pour la période 2011-2015, 100 % de la population âgée de plus de 5 ans déclare parler l'anglais à la maison.
| 1910 | 1920 | 1930 | 1940 | 1950 | 1960 |
| ---- | ---- | ---- | ---- | ---- | ---- |
| 267  | 269  | 248  | 259  | 206  | 213  |

| 1970 | 1980 | 1990 | 2000 | 2010 | - |
| ---- | ---- | ---- | ---- | ---- | - |
| 151  | 122  | 97   | 83   | 58   | - |

## Source
- (en) Cet article est partiellement ou en totalité issu de l’article de Wikipédia en anglais intitulé « Souris, North Dakota » (voir la liste des auteurs).